# Ứng dụng trên thiết bị di động

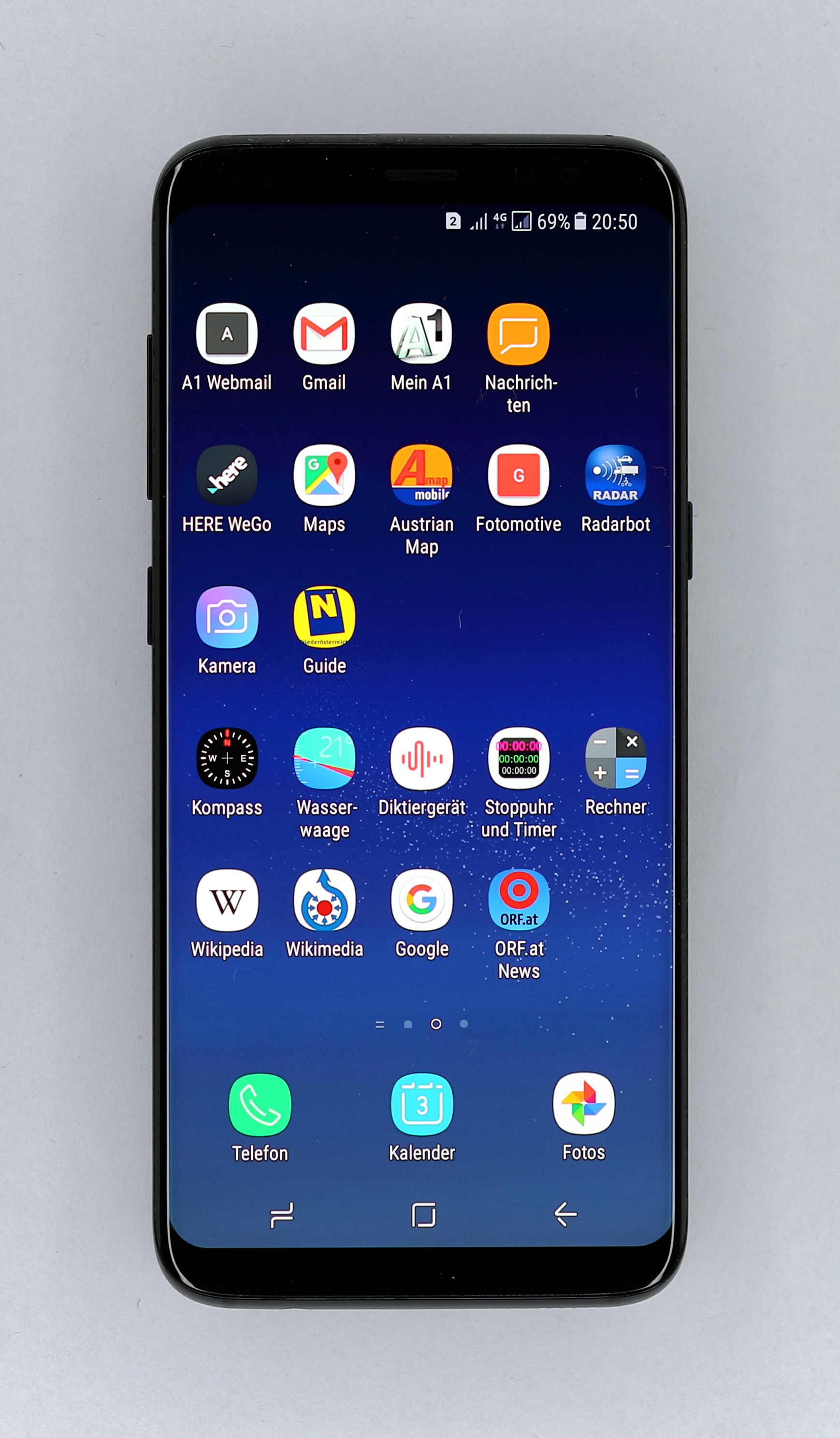
Các biểu tượng (icon) của các phần mềm ứng dụng trên một điện thoại dùng hệ điều hành Android

Một phần mềm ứng dụng trên thiết bị di động, còn được gọi tắt là ứng dụng di động, hoặc chỉ ứng dụng, (tiếng Anh: mobile application hoặc mobile app hoặc app) là phần mềm ứng dụng được thiết kế để chạy trên điện thoại thông minh, máy tính bảng và các thiết bị di động khác.
Các ứng dụng thường có sẵn thông qua các nền tảng  phân phối ứng dụng (còn gọi là cửa hàng ứng dụng), bắt đầu xuất hiện vào năm 2008 và thường được điều hành bởi các chủ sở hữu của hệ điều hành di động, như Apple App Store, Google Play, Windows Phone Store, và BlackBerry App World. Một số ứng dụng miễn phí, trong khi một số ứng dụng phải được mua.
Thuật ngữ "ứng dụng" là một rút ngắn của thuật ngữ "phần mềm ứng dụng". Trong tiếng Anh, thường được viết là app và đã trở thành rất phổ biến và trong năm 2010 đã được liệt kê như là " từ ngữ của năm" do Hiệp hội American Dialect Society chọn lọc.
Ứng dụng di động ban đầu được cung cấp với mục đích thông tin tổng quát và các dịch vụ thông dụng trên mạng toàn cầu, bao gồm email, lịch, danh bạ, và thị trường chứng khoán và thông tin thời tiết. Tuy nhiên, nhu cầu chung của những người sử dụng thiết bị di động và khả năng phát triển của các nhà lập trình đã mở rộng thành các loại khác, chẳng hạn như trò chơi di động, tự động hóa nhà máy, GPS và các dịch vụ dựa trên địa điểm, định vị và ngân hàng, để theo dõi, mua vé và các ứng dụng y tế di động gần đây. Sự bùng nổ về số lượng và sự đa dạng của các ứng dụng đã tạo ra 1 tiềm năng và thị trường lớn.
Sự phổ biến của các ứng dụng di động đã tiếp tục tăng. Theo công ty nghiên cứu thị trường Gartner, 102 tỷ ứng dụng sẽ được tải về trong năm 2013 (91% trong số đó là miễn phí) nhưng chúng vẫn sẽ tạo ra 26 tỷ USD, tăng 44,4% so với 18 tỷ USD vào năm 2012. Báo cáo phân tích ước tính rằng nền kinh doanh ứng dụng tạo ra doanh thu hơn 10 tỷ € cho mỗi năm trong Liên minh châu Âu, trong khi hơn 529.000 công ăn việc làm đã được tạo ra trong 28 quốc gia EU do sự tăng trưởng của thị trường ứng dụng.